# Lliga de Campions de l'AFC 2012
La Lliga de Campions de la AFC 2012 serà la 31a edició del torneig. En aquest torneig participaran els equips afiliats a la Confederació Asiàtica de Futbol. El guanyador de la competició jugarà el Campionat del Món de Clubs de futbol 2012.

## Fase Prèvia

### Àsia Oest

#### Semifinal
10 de febrer de 2012.
| Equip 1      | Resultat | Equip 2     |
| ------------ | -------- | ----------- |
| Esteghlal FC | 2:0      | Zob Ahan FC |

#### Final
18 de febrer de 2012.
| Equip 1        | Resultat | Equip 2            |
| -------------- | -------- | ------------------ |
| Al-Shabab Club | 3:0      | FK Neftchi Fergana |
| Esteghlal FC   | 3:1      | Al-Ittifaq Club    |

### Àsia Est

#### Final
16 i 18 de febrer de 2012.
| Equip 1            | Resultat | Equip 2            |
| ------------------ | -------- | ------------------ |
| Pohang Steelers FC | 0:4      | Chonburi FC        |
| Adelaide United FC | 3:0      | Persipura Jayapura |

## Fase de grups

### Grup A
| Equip           | PJ | PG | PE | PP | GF | GC | Dif | Punts |
| --------------- | -- | -- | -- | -- | -- | -- | --- | ----- |
| Al-Jazira SC    | 6  | 5  | 1  | 0  | 18 | 10 | +8  | 16    |
| Esteghlal FC    | 6  | 3  | 2  | 1  | 8  | 3  | +5  | 11    |
| Al-Rayyan SC    | 6  | 2  | 0  | 4  | 9  | 12 | -3  | 6     |
| FK Nasaf Qarshi | 6  | 0  | 1  | 5  | 4  | 14 | -10 | 1     |

### Grup B
| Equip         | PJ | PG | PE | PP | GF | GC | Dif | Punts |
| ------------- | -- | -- | -- | -- | -- | -- | --- | ----- |
| Al-Ittihad CJ | 6  | 5  | 1  | 0  | 13 | 4  | +9  | 16    |
| Baniyas SC    | 6  | 3  | 2  | 1  | 9  | 2  | +7  | 11    |
| FK Pakhtakor  | 6  | 2  | 1  | 3  | 6  | 10 | -4  | 7     |
| Al-Arabi SC   | 6  | 0  | 0  | 6  | 4  | 16 | -12 | 0     |

### Grup C
| Equip       | PJ | PG | PE | PP | GF | GC | Dif | Punts |
| ----------- | -- | -- | -- | -- | -- | -- | --- | ----- |
| Sepahan FC  | 6  | 4  | 1  | 1  | 9  | 4  | +5  | 13    |
| Al-Ahli SC  | 6  | 3  | 1  | 2  | 10 | 6  | +4  | 10    |
| Al-Nasr SC  | 6  | 2  | 0  | 4  | 6  | 11 | -5  | 6     |
| Lekhwiya SC | 6  | 2  | 0  | 4  | 5  | 9  | -4  | 6     |

### Grup D
| Equip          | PJ | PG | PE | PP | GF | GC | Dif | Punts |
| -------------- | -- | -- | -- | -- | -- | -- | --- | ----- |
| Al-Hilal FC    | 6  | 3  | 3  | 0  | 10 | 7  | +3  | 12    |
| Persepolis FC  | 6  | 3  | 2  | 1  | 14 | 5  | +9  | 11    |
| Al-Gharafa SC  | 6  | 1  | 3  | 2  | 7  | 10 | -3  | 6     |
| Al-Shabab Club | 6  | 0  | 2  | 4  | 5  | 14 | -9  | 2     |

### Grup E
| Equip              | PJ | PG | PE | PP | GF | GC | Dif | Punts |
| ------------------ | -- | -- | -- | -- | -- | -- | --- | ----- |
| Adelaide United FC | 6  | 4  | 1  | 1  | 7  | 2  | +5  | 13    |
| FK Bunyodkor       | 6  | 3  | 1  | 2  | 8  | 7  | +1  | 10    |
| Pohang Steelers FC | 6  | 3  | 0  | 3  | 6  | 4  | +2  | 9     |
| Gamba Osaka        | 6  | 1  | 0  | 5  | 5  | 13 | -8  | 3     |

### Grup F
| Equip            | PJ | PG | PE | PP | GF | GC | Dif | Punts |
| ---------------- | -- | -- | -- | -- | -- | -- | --- | ----- |
| Ulsan Hyundai FC | 6  | 4  | 2  | 0  | 11 | 7  | +4  | 14    |
| FC Tokyo         | 6  | 3  | 2  | 1  | 12 | 6  | +6  | 11    |
| Brisbane Roar FC | 6  | 0  | 3  | 3  | 6  | 11 | -5  | 3     |
| Beijing Guoan FC | 6  | 0  | 3  | 3  | 6  | 11 | -5  | 3     |

### Grup G
| Equip                  | PJ | PG | PE | PP | GF | GC | Dif | Punts |
| ---------------------- | -- | -- | -- | -- | -- | -- | --- | ----- |
| Seongnam               | 6  | 2  | 4  | 0  | 13 | 5  | +8  | 10    |
| Nagoya Grampus         | 6  | 2  | 4  | 0  | 10 | 4  | +6  | 10    |
| Central Coast Mariners | 6  | 1  | 3  | 2  | 7  | 11 | -4  | 6     |
| Tianjin Teda FC        | 6  | 0  | 3  | 3  | 2  | 12 | -10 | 3     |

### Grup H
| Equip                | PJ | PG | PE | PP | GF | GC | Dif | Punts |
| -------------------- | -- | -- | -- | -- | -- | -- | --- | ----- |
| Guangzhou Evergrande | 6  | 3  | 1  | 2  | 12 | 8  | +4  | 10    |
| Kashiwa Reysol       | 6  | 3  | 1  | 2  | 11 | 7  | +4  | 10    |
| Jeonbuk FC           | 6  | 3  | 0  | 3  | 10 | 15 | -5  | 9     |
| Buriram United       | 6  | 2  | 0  | 4  | 8  | 11 | -3  | 6     |

## Vuitens de final
Els partits es disputaren a partit únic el 29 o 30 de maig del 2012.
| Partit | Equip 1              | Resultat global | Equip 2        |
| ------ | -------------------- | --------------- | -------------- |
| 1      | Al-Jazira SC         | 3:3 (2-4)       | Al-Ahli SC     |
| 2      | Sepahan FC           | 2:0             | Esteghlal FC   |
| 3      | Al-Ittihad CJ        | 3:0             | Persepolis FC  |
| 4      | Al-Hilal FC          | 7:1             | Baniyas SC     |
| 5      | Adelaide United FC   | 1:0             | Nagoya Grampus |
| 6      | Seongnam             | 0:1             | FK Bunyodkor   |
| 7      | Ulsan Hyundai FC     | 3:2             | Kashiwa Reysol |
| 8      | Guangzhou Evergrande | 1:0             | FC Tokyo       |

## Quarts de final
Els partits es disputaren el 19 de setembre i el 2 d'octubre del 2012.
| Partit | Equip 1            | Resultat global | Equip 2              | Anada | Tornada |
| ------ | ------------------ | --------------- | -------------------- | ----- | ------- |
| 1      | Al-Ittihad CJ      | 5:4             | Guangzhou Evergrande | 4:2   | 1:2     |
| 2      | Sepahan FC         | 1:4             | Al-Ahli SC           | 0:0   | 1:4     |
| 3      | Adelaide United FC | 4:5             | FK Bunyodkor         | 2:2   | 2:3     |
| 4      | Ulsan Hyundai FC   | 5:0             | Al-Hilal FC          | 1:0   | 4:0     |

## Semifinals
Els partits es disputaren el 24 i el 31 d'octubre del 2012.
| Partit | Equip 1       | Resultat global | Equip 2          | Anada | Tornada |
| ------ | ------------- | --------------- | ---------------- | ----- | ------- |
| SF1    | Al-Ittihad CJ | 1:2             | Al-Ahli SC       | 1:0   | 0:2     |
| SF2    | FK Bunyodkor  | 1:5             | Ulsan Hyundai FC | 1:3   | 0:2     |

## Final
La final es disputà a partit únic el dia 9 o 10 de novembre del 2012.
| Partit | Equip 1          | Resultat global | Equip 2    |
| ------ | ---------------- | --------------- | ---------- |
| F      | Ulsan Hyundai FC | 3:0             | Al-Ahli SC |